# Gaetano Belloni
Gaetano Belloni (Pizzighettone, 26 agosto 1892 – Milano, 9 gennaio 1980) è stato un ciclista su strada e pistard italiano.
Professionista dal 1916 al 1932, vinse il Giro d'Italia 1920, due edizioni della Milano-Sanremo, nel 1917 e nel 1920, tre del Giro di Lombardia nel 1915, 1918 e 1928, e complessivamente tredici tappe del Giro, oltre a numerose altre classiche del panorama italiano. Fu grande rivale di Costante Girardengo e, proprio a causa dei numerosi secondi posti rimediati nelle sfide con il campione novese, viene ricordato come l'eterno secondo.

## Carriera

### Gli inizi e le prime vittorie
Il padre di Belloni, Gentilio, era un allevatore di cavalli per carrozze. Il declino di questo tipo di attività lo spinse a trasferire la famiglia a Milano. Lì Gaetano (detto "Tano") fu mandato a fare l'apprendista in una manifattura tessile, dove in un incidente di lavoro perse il pollice e l'indice della mano destra. Questa menomazione gli valse in seguito l'esclusione dalla chiamata alle armi per la prima guerra mondiale.
Si avvicinò al mondo sportivo praticando la lotta greco-romana, ma passò presto al ciclismo, seguendo le orme del fratello maggiore Amleto, che partecipò al Giro d'Italia 1909. Nel 1912 debuttò come dilettante e negli anni successivi iniziò a sviluppare le sue doti di passista e velocista. Nel 1914 vinse il campionato italiano per dilettanti e il Piccolo Giro di Lombardia e, a partire dalla primavera 1915, iniziò a partecipare ad alcune gare professionistiche. Fece il proprio debutto alla Milano-Sanremo del 1915, ma non terminò la gara a causa di una caduta; in quella stessa prova Costante Girardengo, primo a tagliare il traguardo, fu squalificato per aver tagliato la strada. Nello stesso anno Belloni, ancora dilettante, vinse il Giro di Lombardia, conquistando la sua prima vittoria prestigiosa: il risultato fu inaspettato, come attestò la Gazzetta dello Sport con il titolo «Una grossa sorpresa al Giro di Lombardia».

### 1916-1922: l'attività professionistica e la vittoria al Giro
Passato professionista nel 1916 con la Bianchi, negli anni subito seguenti fu favorito dal citato fatto di non essere stato chiamato alle armi, vincendo numerose gare, tra cui la Milano-Sanremo nel 1917, al termine di una fuga solitaria di 150 km, e la Milano-Torino e il Giro di Lombardia nel 1918. Al termine della guerra, il ritorno alla piena attività di Girardengo penalizzò Belloni, che iniziò ad essere indicato come "l'Eterno Secondo": in questo periodo, infatti, il campione lombardo accumulò la maggior parte dei suoi circa 100 secondi posti, 26 dei quali proprio dietro Girardengo (tra questi la piazza d'onore al Giro 1919, vinto da "Gira" con quasi un'ora di margine).

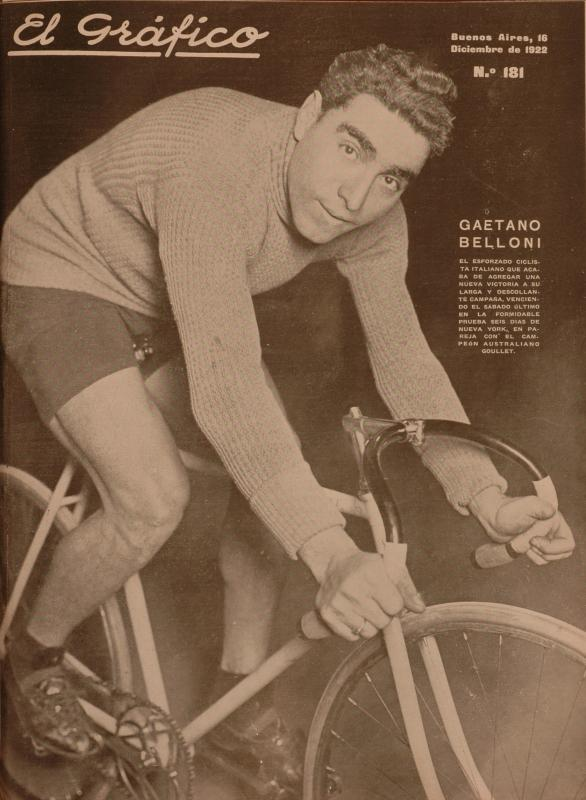
Belloni celebrato vincitore della Sei giorni di New York 1922 sul periodico argentino El Gráfico

Fu nel 1920 che Belloni raggiunse l'apice della propria carriera, vincendo prima la Milano-Sanremo e quindi il Giro d'Italia. In quel Giro seppe approfittare al meglio della caduta di Girardengo sul Monte Ceneri durante la prima tappa, attaccandolo con i compagni della Bianchi e precedendolo di 12 minuti sul traguardo di tappa a Torino (il rivale opterà per un immediato ritiro); Belloni si aggiudicò anche quattro tappe, inclusa l'ultima a Milano in ex aequo con altri otto ciclisti a causa dell'invasione di pubblico del Parco Trotter, sede d'arrivo, che impedì la volata finale. Durante la stagione partecipò anche al suo primo Tour de France, ma si ritirò già nella prima tappa. Nel 1921 concluse secondo il Giro d'Italia, preceduto di soli 41" da Giovanni Brunero dopo un lungo duello; l'anno dopo, quando già aveva vinto due tappe ed era leader della generale, fu costretto a lasciare il Giro d'Italia quando la sua squadra, la Bianchi, si ritirò in blocco per protestare contro la riammissione di Brunero, colpevole di una violazione del regolamento.
Di questi anni si ricorda un curioso episodio: dopo un successo in una tappa del Giro d'Italia davanti a Girardengo, Belloni venne premiato con un quadro che rivendette subito dopo per la modica cifra di 2 lire. Il quadro portava la firma di Pablo Picasso, che sarebbe divenuto celebre nel mondo pochi anni dopo.

### 1923-1935: gli ultimi anni e le vittorie su pista
Nel 1923 passò dalla Bianchi alla Legnano, con cui si classificò per due volte secondo alla Milano-Sanremo; nel 1925 gareggiò invece con la Wolsit, sottomarca della Legnano, vincendo due tappe al Giro d'Italia e concludendolo quarto in classifica. Tra il 1926 e il 1927, complice anche lo strapotere di Alfredo Binda in Italia, fu molto attivo soprattutto in Germania, affermandosi tra i ciclisti più vittoriosi, con successi al Giro dello Hainleite a Erfurt e al Giro di Colonia. Nel 1927 al nuovo circuito del Nürburgring partecipò al primo Campionato del mondo professionisti, giungendo quarto dietro ad Alfredo Binda, Costante Girardengo e Domenico Piemontesi.
Le sue ultime vittorie importanti su strada furono quelle al Giro di Lombardia 1928 (terzo successo per lui) e nella prima tappa del Giro d'Italia 1929; proprio in quel Giro 1929, durante l'ottava tappa, a Ferentino, investì un bambino che giocava in mezzo alla strada. Il bambino non sopravvisse e Belloni si ritirò dalla corsa per la disperazione.
A partire dagli anni Venti, Belloni fu anche un attivo seigiornista, prediligendo soprattutto le redditizie trasferte oltreoceano, con frequenti presenze alle Sei giorni di New York, e di Chicago, vinte entrambe. Durante una Sei giorni di New York, sulla celebre pista del Madison Square Garden, fu anche protagonista di una caduta che gli procurò una frattura al braccio; in quell'occasione il celebre tenore Beniamino Gigli, in tournée negli Stati Uniti, mise a disposizione la propria limousine per trasportarlo in ospedale, andando poi anche a fargli visita.

## Dopo il ritiro
Abbandonata la carriera agonistica all'età di 40 anni, Belloni fu per decenni direttore di corsa al Velodromo Vigorelli di Milano. Fu anche per alcuni anni direttore sportivo alla Leo-Chlorodont, la squadra di Gastone Nencini.

## Palmarès

### Strada
- 1914 (dilettante)

Campionati italiani, Prova in linea dilettanti
Coppa del Re
Piccolo Giro di Lombardia
- 1915 (dilettante)

Giro di Lombardia
Sanremo-Ventimiglia-Sanremo
Milano-Varese
Corsa Primaverile
- 1916 (Bianchi, una vittoria)

Milano-Varese
- 1917 (Bianchi, quattro vittorie)

Milano-Sanremo
Milano-Varese
Prova su strada Giro della Provincia di Milano (con Alfredo Sivocci)
Classifica generale Giro della Provincia di Milano (con Alfredo Sivocci)
- 1918 (Bianchi, quattro vittorie)

Giro di Lombardia
Milano-Modena
Milano-Torino
Giro del Penice
- 1919 (Bianchi, una vittoria)

5ª tappa Giro d'Italia (Pescara > Napoli)
- 1920 (Bianchi, otto vittorie)

Milano-Sanremo
2ª tappa Giro d'Italia (Torino > Lucca)
3ª tappa Giro d'Italia (Lucca > Roma)
7ª tappa Giro d'Italia (Bologna > Trieste)
Classifica generale Giro d'Italia
Milano-San Pellegrino
Prova su strada Giro della Provincia di Milano (con Giuseppe Azzini)
Classifica generale Giro della Provincia di Milano (con Giuseppe Azzini)
- 1921 (Bianchi, sei vittorie)

5ª tappa Giro d'Italia (Chieti > Napoli)
9ª tappa Giro d'Italia (Parma > Torino)
10ª tappa Giro d'Italia (Torino > Milano)
Prova su strada Giro della Provincia di Milano (con Angelo Gremo)
Classifica generale Giro della Provincia di Milano (con Angelo Gremo)
Milano-Modena
- 1922 (Bianchi, sei vittorie)

1ª tappa Giro d'Italia (Milano > Padova)
3ª tappa Giro d'Italia (Portorose > Bologna)
Prova su strada Giro della Provincia di Milano #1 (con Costante Girardengo)
Classifica generale Giro della Provincia di Milano #1 (con Costante Girardengo)
Prova su strada Giro della Provincia di Milano #2 (con Giovanni Brunero)
Classifica generale Giro della Provincia di Milano #2 (con Giovanni Brunero)
- 1925 (Wolsit, quattro vittorie)

5ª tappa Giro d'Italia (Roma > Napoli)
12ª tappa Giro d'Italia (Verona > Milano)
Giro del Piemonte
Milano-Modena
- 1926 (Opel, sei vittorie)

Rund um die Hainleite
Gran Premio di Hannover
Sachsen-Rundfahrt
Grand Prix Sachs
Hannover-Amburgo
Gran Premio dell'Industria (Berlino)
- 1927 (Opel, tre vittorie)

Giro di Colonia
Giro di Monaco
Giro della Ruhr
- 1928 (Wolsit, una vittoria)

Giro di Lombardia
- 1929 (Bianchi, due vittorie)

1ª tappa Giro d'Italia (Roma > Napoli)
Classifica generale Roma-Napoli-Roma

#### Altri successi
- 1918

Trofeo Arquata (cronosquadre con Costante Girardengo, Luigi Lucotti, Lauro Bordin)

### Pista
- 1920

Prova dell'australiana Giro della Provincia di Milano (con Giuseppe Azzini)
- 1921

Prova dell'australiana Giro della Provincia di Milano (con Angelo Gremo)
- 1922

Sei giorni di New York #2 (con Alfred Goullet)
Prova dell'australiana Giro della Provincia di Milano #2 (con Giovanni Brunero)
- 1924

Prova su pista Giro della Provincia di Milano (con Pietro Linari)
- 1929

Sei giorni di Chicago #2 (con Reginald McNamara)
- 1930

Sei giorni di New York #1 (con Gérard Debaets)

## Piazzamenti

### Grandi Giri
- Giro d'Italia

1919: 2º
1920: vincitore
1921: 2º
1922: ritirato
1923: ritirato
1924: ritirato
1925: 4º
1928: ritirato
1929: ritirato
1931: ritirato
1932: ritirato
- Tour de France

1919: non partito
1920: ritirato (1ª tappa)
1930: ritirato (non partito 5ª tappa)

### Classiche monumento
- Milano-Sanremo

1917: vincitore
1918: 2º
1920: vincitore
1921: 8º
1922: ritirato
1923: 2º
1924: 2º
1926: 4º
1932: 13º
- Parigi-Roubaix

1922: 6º
- Giro di Lombardia

1915: vincitore
1917: 6º
1918: vincitore
1919: 2º
1920: 3º
1921: 2º
1924: 6º
1928: vincitore

### Competizioni mondiali
- Campionati del mondo

Nürburgring 1927: 4º
Budapest 1928: ritirato